# Tenis en Estados Unidos
Estados Unidos ha sido la máxima potencia del tenis mundial en la historia y durante gran parte de la era profesional, en los 70's, 80's, 90's, y 2000's, sin embargo desde la década de 2010's han perdido ese estatus. Es el país que más tenistas n.º 1 ha tenido, con un total de ocho; Pancho Gonzales, Bill Tilden (en la era amateur), y Jimmy Connors, John McEnroe, Andre Agassi, Jim Courier, Pete Sampras, y Andy Roddick, quienes suman 896 semanas al tope del ranking ATP, casi triplicando al segundo país en la lista. Así mismo es el país con la mayor cantidad de tenistas que han alcanzado el Top 10 del ranking, sumando 32. Además es el país que más Grand Slam ha alcanzado; 51, y con la mayor cantidad de tenistas ganadores de Grand Slam; 12. 

### Años 2010's
Los tenistas más destacados de esta década fueron John Isner, Sam Querrey, Jack Sock, Steve Johnson, Ryan Harrison, Donald Young, Denis Kudla, Tennys Sandgren y Bradley Klahn.
Sin embargo la década fue atípica pues, desde mayo de 2014 cuando John Isner abandonó el Top 10, hasta que Jack Sock logró ingresar en noviembre de 2017, no contó con tenistas entre los Top 10, más aún en agosto de 2013 se quedó sin tenistas entre los Top 20 del ranking ATP por primera vez desde que los rankings fueron creados en 1973. El mejor tenista estadounidense de la temporada no estuvo entre los Top 10 desde 2012 hasta 2017, con solo John Isner permaneciendo en el Top 20, también inédito en la historia. La década de 2010 ha sido la peor del tenis estadounidense en su historia, sin lograr ni un título de Grand Slam en individuales, ni contar con un top 5.

### Años 2020's
En 2020 por primera vez ningún tenista estuvo entre los Top 20 al final de la temporada, siendo nuevamente John Isner el mejor en el puesto 25. En mayo de 2021 Estados Unidos se quedó sin tenistas entre los Top 30 por primera vez en su historia.
Durante esta década una nueva generación de tenistas estadounidenses está ganando terreno en el ranking destacándose: Taylor Fritz, Frances Tiafoe, Reilly Opelka, Tommy Paul, Sebastian Korda, Christopher Eubanks, Jenson Brooksby, Brandon Nakashima, Jared Donaldson, Ben Shelton, Maxime Cressy, Mackenzie McDonald, Marcos Giron, Ernesto Escobedo, Jeffrey John Wolf, Alex Michelsen, Aleksandar Kovacevic y Michael Mmoh entre varios otros que pretenden poner a Estados Unidos nuevamente como una potencia en los próximos años. En agosto de 2024 lograron contar con 5 tenistas entre los Top 20.

## Competencias Internacionales
Ha nivel de representación nacional el Equipo de Copa Davis de Estados Unidos ha ganado el torneo en 32 ocasiones, más que ningún otro país. Desde la creación del formato moderno ha triunfado 5 veces; en 1981, 1982, 1990, 1992, 1995, y 2007.

## Tenistas Top 10 individuales masculino en la era abierta
Estados Unidos cuenta con 34 tenistas Top 10, el país con más tenistas entre los 10 mejores del mundo, seguido lejanamente por España con 20. 

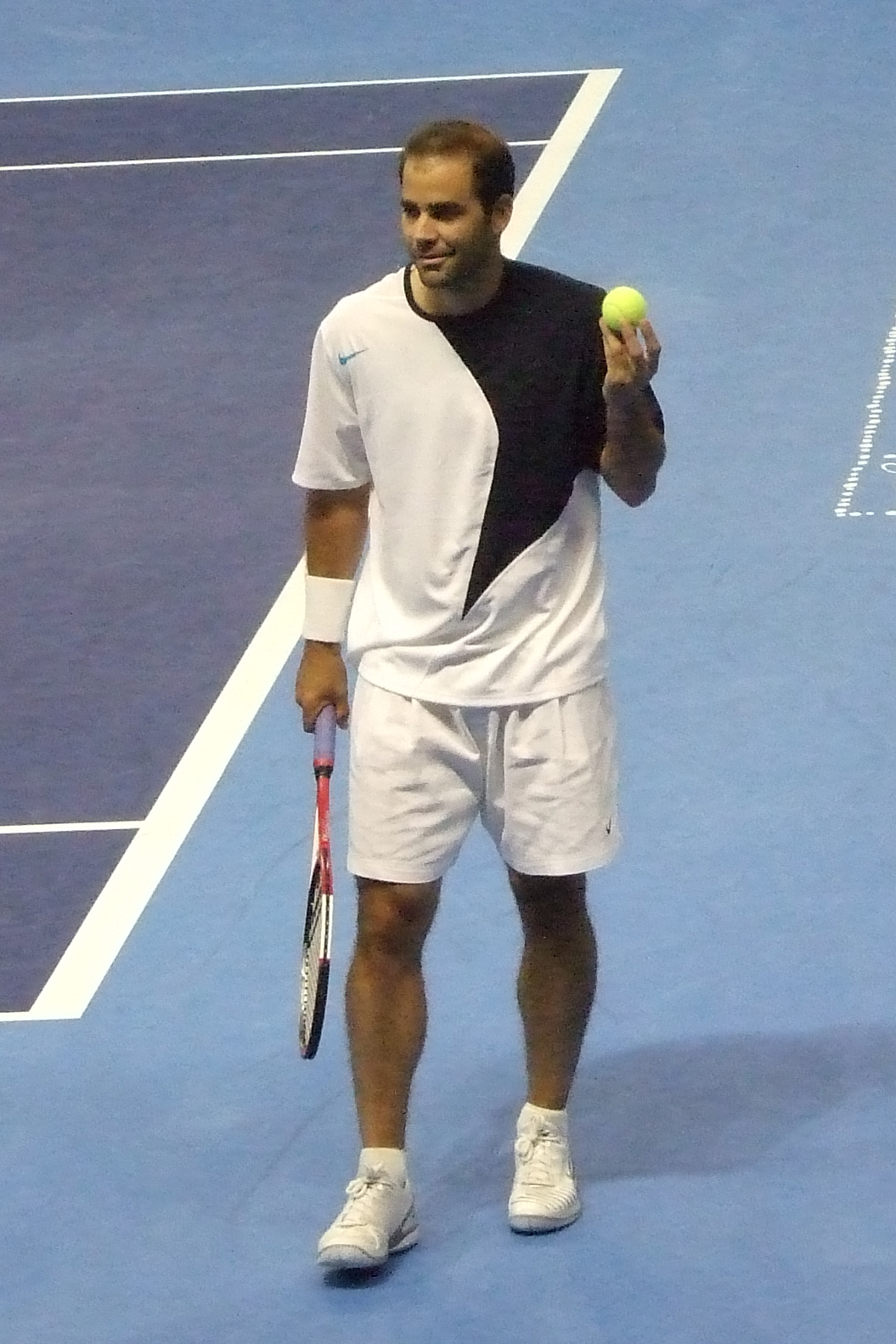
Pete Sampras el mejor tenista estadounidense de la historia

| Nombre           | Mejor ranking | Nacimiento | Total de títulos | Récord V-D | Rendimiento |
| ---------------- | ------------- | ---------- | ---------------- | ---------- | ----------- |
| Pete Sampras     | N.º 1         | 1970       | 64               | 776–222    | 77,4%       |
| Jimmy Connors    | N.º 1         | 1952       | 109              | 1257–278   | 81,8%       |
| Andre Agassi     | N.º 1         | 1970       | 60               | 870–274    | 76%         |
| John McEnroe     | N.º 1         | 1959       | 77               | 875–198    | 81,5%       |
| Jim Courier      | N.º 1         | 1970       | 23               | 506–237    | 68,1%       |
| Andy Roddick     | N.º 1         | 1982       | 32               | 612–213    | 74,2%       |
| Arthur Ashe      | N.º 2         | 1943       | 33               | 634–209    | 75,2%       |
| Michael Chang    | N.º 2         | 1972       | 34               | 662–312    | 68%         |
| Stan Smith       | N.º 3         | 1946       | 37               | 646–262    | 71,1%       |
| Brian Gottfried  | N.º 3         | 1952       | 25               | 680–324    | 67,7%       |
| Vitas Gerulaitis | N.º 3         | 1954       | 26               | 520–223    | 70%         |
| Roscoe Tanner    | N.º 4         | 1951       | 16               | 589–288    | 67,2%       |
| Gene Mayer       | N.º 4         | 1956       | 14               | 323–170    | 66,9%       |
| Tim Mayotte      | N.º 4         | 1960       | 12               | 340–202    | 62,7%       |
| Brad Gilbert     | N.º 4         | 1961       | 20               | 519–288    | 64,3%       |
| Todd Martin      | N.º 4         | 1970       | 8                | 411–234    | 63,7%       |
| James Blake      | N.º 4         | 1979       | 10               | 366–256    | 58,8%       |
| Taylor Fritz     | No. 4         | 1997       | 8                | 290–192    | 55,1%       |
| Eddie Dibbs      | N.º 5         | 1951       | 22               | 586–253    | 69,8%       |
| Harold Solomon   | N.º 5         | 1952       | 22               | 567–321    | 63,9%       |
| Jimmy Arias      | N.º 5         | 1964       | 5                | 283–222    | 56,0%       |
| Eliot Teltscher  | N.º 6         | 1959       | 10               | 399–216    | 64,9%       |
| Aaron Krickstein | N.º 6         | 1967       | 9                | 395–256    | 60,7%       |
| Ben Shelton      | N.º 6         | 2002       | 2                | 97–69      | 58,4%       |
| Brian Teacher    | N.º 7         | 1954       | 5                | 334–234    | 58,8%       |
| Sandy Mayer      | N.º 7         | 1952       | 11               | 359–194    | 64,9%       |
| Jay Berger       | N.º 7         | 1966       | 3                | 141–80     | 63,8%       |
| Mardy Fish       | N.º 7         | 1981       | 6                | 302–219    | 58,0%       |
| Dick Stockton    | N.º 8         | 1951       | 8                | 362–243    | 59,8%       |
| Peter Fleming    | N.º 8         | 1955       | 3                | 224–213    | 51,3%       |
| John Isner       | N.º 8         | 1985       | 16               | 489–317    | 60,7%       |
| Jack Sock        | N.º 8         | 1992       | 4                | 181–154    | 54,0%       |
| Tommy Paul       | N.º 8         | 1997       | 4                | 201-134    | 60%         |
| Bill Scanlon     | N.º 9         | 1956       | 6                | 298–258    | 53,6%       |
| Tom Gorman       | N.º 10        | 1946       | 7                | 344–245    | 58,4%       |
| Frances Tiafoe   | N.º 10        | 1998       | 3                | 212–193    | 52%         |

## Tenistas con más victorias ATP
Tenistas con más de 300 victorias ATP.
| P   | Jugador          | Victorias | Derrotas | Enfrentamientos | Rendimiento |
| --- | ---------------- | --------- | -------- | --------------- | ----------- |
| 1.  | Jimmy Connors    | 1274      | 283      | 1557            | 81,82%      |
| 2.  | John McEnroe     | 883       | 198      | 1081            | 81,68%      |
| 3.  | Andre Agassi     | 870       | 274      | 1144            | 76,05%      |
| 4.  | Arthur Ashe      | 793       | 259      | 1052            | 75,38%      |
| 5.  | Stan Smith       | 779       | 305      | 1084            | 71,86%      |
| 6.  | Pete Sampras     | 762       | 222      | 984             | 77,44%      |
| 7.  | Brian Gottfried  | 702       | 330      | 1032            | 68,02%      |
| 8.  | Michael Chang    | 662       | 312      | 974             | 67,97%      |
| 9.  | Andy Roddick     | 612       | 213      | 825             | 74,18%      |
| 10. | Harold Solomon   | 585       | 339      | 924             | 63,31%      |
| 11. | Eddie Dibbs      | 604       | 264      | 868             | 69,59%      |
| 12. | Roscoe Tanner    | 592       | 297      | 889             | 66,59%      |
| 13. | Vitas Gerulaitis | 535       | 232      | 767             | 69,75%      |
| 14. | Brad Gilbert     | 519       | 288      | 807             | 64,31%      |
| 15. | Marty Riessen    | 512       | 311      | 823             | 62,21%      |
| 16. | Jim Courier      | 506       | 237      | 743             | 68,10%      |
| 17. | John Isner       | 489       | 317      | 806             | 61,0%       |
| 18. | Cliff Richey     | 478       | 222      | 700             | 68,29%      |
| 19. | Robert Lutz      | 465       | 298      | 763             | 60,94%      |
| 20. | Tom Gorman       | 416       | 292      | 708             | 58,76%      |
| 21. | Todd Martin      | 411       | 234      | 645             | 63,72%      |
| 22. | Eliot Teltscher  | 399       | 217      | 616             | 64,77%      |
| 23. | Aaron Krickstein | 395       | 256      | 651             | 60,68%      |
| 24. | Sam Querrey      | 385       | 330      | 715             | 53,85%      |
| 25. | Dick Stockton    | 379       | 265      | 644             | 58,85%      |
| 26. | James Blake      | 366       | 256      | 622             | 58,84%      |
| 27. | Sandy Mayer      | 363       | 196      | 559             | 64,94%      |
| 28. | Tim Mayotte      | 340       | 202      | 542             | 62,73%      |
| 29. | Brian Teacher    | 333       | 236      | 569             | 58,52%      |
| 30. | Clark Graebner   | 332       | 153      | 485             | 68,45%      |
| 31. | Gene Mayer       | 321       | 159      | 480             | 66,88%      |
| 32. | Vincent Spadea   | 311       | 359      | 670             | 46,42%      |
| 33. | Richey Reneberg  | 307       | 263      | 570             | 53,86%      |
| 34. | Bill Scanlon     | 305       | 259      | 564             | 54,08%      |
| 35. | Mardy Fish       | 302       | 219      | 521             | 57,97%      |
| 36. | Taylor Fritz     | 300       | 198      | 498             | 61%         |

### Top 10 tenistas activos con más victorias
Al 28 de julio de 2025
| P   | Jugador            | Victorias |
| --- | ------------------ | --------- |
| 1.  | Taylor Fritz       | 316       |
| 2.  | Frances Tiafoe     | 230       |
| 3.  | Tommy Paul         | 202       |
| 4.  | Sebastian Korda    | 136       |
| 5.  | Marcos Giron       | 121       |
| 6.  | Brandon Nakashima  | 118       |
| 7.  | Reilly Opelka      | 115       |
| 8.  | Mackenzie McDonald | 112       |
| 9.  | Ben Shelton        | 97        |
| 10. | Alex Michelsen     | 59        |

## Tenista N°1 de Estados Unidos en el ranking ATP al finalizar la temporada
| Temporada | Jugador       | Ranking |
| --------- | ------------- | ------- |
| 1970      | Cliff Richey  | 5°      |
| 1971      | Stan Smith    | 3°      |
| 1972      | Stan Smith    | 1°      |
| 1973      | Jimmy Connors | 3°      |
| 1974      | Jimmy Connors | 1°      |
| 1975      | Jimmy Connors | 1°      |
| 1976      | Jimmy Connors | 1°      |
| 1977      | Jimmy Connors | 1°      |
| 1978      | Jimmy Connors | 1°      |
| 1979      | Jimmy Connors | 2°      |

| Temporada | Jugador       | Ranking |
| --------- | ------------- | ------- |
| 1980      | John McEnroe  | 2°      |
| 1981      | John McEnroe  | 1°      |
| 1982      | John McEnroe  | 1°      |
| 1983      | John McEnroe  | 1°      |
| 1984      | John McEnroe  | 1°      |
| 1985      | John McEnroe  | 2°      |
| 1986      | Jimmy Connors | 8°      |
| 1987      | Jimmy Connors | 4°      |
| 1988      | Andre Agassi  | 3°      |
| 1989      | John McEnroe  | 4°      |

| Temporada | Jugador      | Ranking |
| --------- | ------------ | ------- |
| 1990      | Andre Agassi | 4°      |
| 1991      | Jim Courier  | 2°      |
| 1992      | Jim Courier  | 1°      |
| 1993      | Pete Sampras | 1°      |
| 1994      | Pete Sampras | 1°      |
| 1995      | Pete Sampras | 1°      |
| 1996      | Pete Sampras | 1°      |
| 1997      | Pete Sampras | 1°      |
| 1998      | Pete Sampras | 1°      |
| 1999      | Andre Agassi | 1°      |

| Temporada | Jugador      | Ranking |
| --------- | ------------ | ------- |
| 2000      | Pete Sampras | 3°      |
| 2001      | Andre Agassi | 3°      |
| 2002      | Andre Agassi | 2°      |
| 2003      | Andy Roddick | 1°      |
| 2004      | Andy Roddick | 2°      |
| 2005      | Andy Roddick | 3°      |
| 2006      | James Blake  | 4°      |
| 2007      | Andy Roddick | 6°      |
| 2008      | Andy Roddick | 8°      |
| 2009      | Andy Roddick | 7°      |

| Temporada | Jugador      | Ranking |
| --------- | ------------ | ------- |
| 2010      | Andy Roddick | 8°      |
| 2011      | Mardy Fish   | 8°      |
| 2012      | John Isner   | 14°     |
| 2013      | John Isner   | 14°     |
| 2014      | John Isner   | 19°     |
| 2015      | John Isner   | 11°     |
| 2016      | John Isner   | 19°     |
| 2017      | Jack Sock    | 8°      |
| 2018      | John Isner   | 10°     |
| 2019      | John Isner   | 19°     |

| Temporada | Jugador      | Ranking |
| --------- | ------------ | ------- |
| 2020      | John Isner   | 25°     |
| 2021      | Taylor Fritz | 23°     |
| 2022      | Taylor Fritz | 9°      |
| 2023      | Taylor Fritz | 10°     |
| 2024      | Taylor Fritz | 4°      |

## Tenistas n.º 1 en dobles
- Mike Bryan
- Bob Bryan
- John McEnroe
- Robert Seguso
- Jim Pugh
- David Pate
- Donald Johnson
- Jared Palmer
- Richey Reneberg
- Jim Grabb
- Peter Fleming
- Rick Leach
- Stan Smith
- Jonathan Stark
- Alex O'Brien
- Ken Flach
- Patrick Galbraith
- Kelly Jones

## Tenistas destacados de cada generación
Considerando cada generación como los nacidos en un rango de 5 años de diferencia, los jugadores de cada generación que han estado entre los Top 50 en individuales son los siguientes:
(en negrita los top 10)
| 2005 - 2009 - Learner Tien |  | 2000 - 2004 - Ben Shelton - Sebastian Korda - Brandon Nakashima - Alex Michelsen - Jenson Brooksby |  | 1995 - 1999 - Taylor Fritz - Tommy Paul - Frances Tiafoe - Reilly Opelka - Christopher Eubanks - Maxime Cressy - Jared Donaldson - Mackenzie McDonald - Jeffrey John Wolf |  | 1990 - 1994 - Jack Sock - Ryan Harrison - Tennys Sandgren - Marcos Giron |  | 1985 - 1989 - John Isner - Sam Querrey - Steve Johnson - Donald Young |  | 1980 - 1984 - Andy Roddick - Mardy Fish - Robby Ginepri - Taylor Dent |  | 1975 - 1979 - James Blake - Jan-Michael Gambill |  | 1970 - 1974 - Pete Sampras - Andre Agassi - Jim Courier - Michael Chang - Todd Martin - Vincent Spadea - Chris Woodruff - Alex O'Brien |  | 1965 - 1969 - Aaron Krickstein - Jay Berger - Malivai Washington - David Wheaton - Derrick Rostagno - Richey Reneberg |

## Galería de tenistas destacados
Tenistas que han estado entre los 5 mejores del ranking ATP, que han sido n.º 1 en dobles, o con algún récords especial.
|              |
| Arthur Ashe. |

|             |
| Stan Smith. |

|              |
| Eddie Dibbs. |

|                |
| Roscoe Tanner. |

|                |
| Jimmy Connors. |

|                   |
| Vitas Gerulaitis. |

|             |
| Gene Mayer. |

|               |
| John McEnroe. |

|               |
| Brad Gilbert. |

|               |
| Andre Agassi. |

|              |
| Todd Martin. |

|               |
| Pete Sampras. |

|              |
| Jim Courier. |

|                |
| Michael Chang. |

|             |
| Mike Bryan. |

|            |
| Bob Bryan. |

|              |
| James Blake. |

|               |
| Andy Roddick. |

|             |
| John Isner. |

|               |
| Taylor Fritz. |